# إدوارد جونسون (سياسي)
إدوارد جونسون (بالإنجليزية: Edward Johnson) هو سياسي أمريكي، ولد في 1767 في بالتيمور في الولايات المتحدة، وتوفي بنفس المكان في 1829.